# ハナデンシャ
ハナデンシャ（花電車 学名：Kalinga ornata）は本州中部以南の沿岸に生息するウミウシの一種。
鮮やかな赤や黄色の斑点を持ち、その鮮やかさから「花電車」（パレード用に電飾を施した路面電車）の名が付いた。

## 特徴
体長10 - 15センチメートルとウミウシのなかでは大型。全体的には楕円形で、厚みのある体をしている。頭部は半円形に広がり、その周囲には短い樹状突起が16 - 17個ならぶ。体の側面からはやや長い樹状突起が4対伸び、先端はこぶ状。頭部背面からは1対の触角が伸びるが、これは完全に体内に引っ込めることが出来る。体の背面やや後部の鰓は羽状で5-6個。後端は幅広い。
体色は基本色が白で、黄味や赤みを帯びることもある。背中の樹状突起は基部が赤く、先端が黄色く染まる。
捕獲例はあるが、網にかかってもすぐに死んでしまい、体も縮むため、生体としての捕獲はまれで、生態もあまり知られていないが、生体が飼育された例、水族館で飼育展示された例はいくつか存在し、食餌の記録もなされている。

## 生態

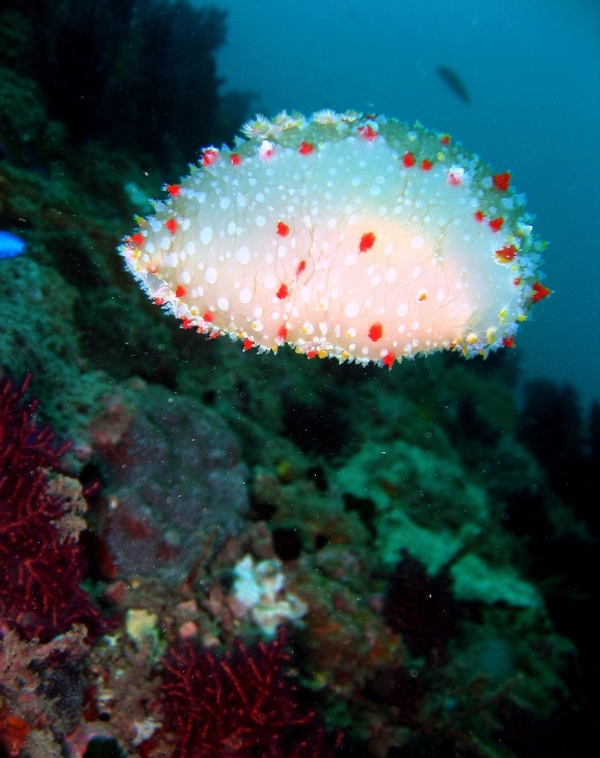
海中に浮いているハナデンシャ
2008年9月8日 台湾北東部沿岸での撮影

海底の泥質地に棲み、海中に浮いていることもある。水槽内の観察例では、匍匐状態から体を内側に丸くして水面を漂うことがしばしばあった旨が記録されている。
インド洋海域に広く分布し、日本では本州中部以南の沿岸や沿海で発見されている。本来は温かい海に生息している場合が多いため、日本での発見例は南方から黒潮に乗って来たものと推定されている。何を食べているかといった、生態的な性質はほとんどわかっていない。捕獲された生体が飼育された例ではクモヒトデを与え、これを捕食していたという。
また、貝の仲間では珍しく、刺激を受けると青白く生物発光をする。捕獲調査された例では、自ら積極的に光ることはなく、軽く握りしめたときにのみ光ったことが記録されている。